# Сон Гоку
Сон Гоку (яп. 孫 悟空 Сон Гоку:), он же Какаротто (имя, данное при рождении) — главный герой вселенной «Жемчуг дракона», созданной Акирой Ториямой; мальчик с обезьяньим хвостом. Его образ основан на персонаже одного из четырёх классических китайских романов «Путешествие на Запад», по имени Сунь Укун. Однако Акира Торияма сильно изменил его образ.
Гоку проживает в горах и практикует боевые искусства, обладает сверхъестественной силой и, как выясняется по ходу истории, является представителем вида внеземных гуманоидов, сайянов. В течение многолетних тренировок он обучился множеству могущественных приёмов применения энергии Ки (скрытая энергия во теле), а также приобрёл огромную физическую силу, сверхскорость, сверхбыстрые рефлексы, способность летать с помощью Ки и телепортироваться техникой Сюнкан Идо (яп. 瞬間移動) (в переводе «Мгновенное перемещение»), ставшей одним из знаковых его приёмов, наравне с «Камехамеха».
Он занимает пятую строчку в списке 25 лучших персонажей аниме по версии IGN.

## Трансформации и техники
Как представитель вида сайянов, Гоку владеет такой особенностью, как превращение своего тела в более могущественное или просто изменённое состояние. Но помимо превращения доступного всем представителям его вида — Гоку в числе единиц, овладевших уникальнейшим преобразованием, о котором в народе сайянов были сложены легенды, «Супер Сайян». За годы жизни и битв, Гоку развил потенциал этого превращения и открывал множество следующих его этапов, от промежуточных до полноценных иных перевоплощений.
Превращение в Супер Сайяна стало одной из знаковых особенностей Сона Гоку и наиболее узнаваемым атрибутом сериала Dragon Ball Z после его демонстрации в манге/сериале.
Кроме трансформаций, свойственных для вида сайянов, Гоку имеет в своём арсенале техники, которые являются множителями и боевой силы и энергии, а также придают ранее недоступные способности и умения.
Ниже приведён список трансформаций, форм и техник, которые когда-либо раскрывал в себе Сон Гоку.

### Dragon Ball

#### Оозару
Как и все сайяны, посмотрев на полную луну, Гоку может превращаться в огромную обезьяну, Оозару. Первый раз это случилось в детстве, когда Гоку в форме Оозару убил своего деда, Гохана. Второй раз это случилось, когда он, Ямча, Бульма и другие были заперты Пилафом, и он случайно посмотрел на полную луну. Но друзья отрезали ему хвост, и он превратился обратно в исходное тело. Третий раз это случилось на Турнире Тенкаичи, при сражении с Джеки Чуном (замаскированным Мутенном Роши). Последний уничтожил луну, чтобы вернуть Гоку в нормальную форму.
Больше Гоку не превращался, а после тренировок у Ками он лишился своего хвоста.
Камехамеха
Эта техника была придумана мутенном  роши, камехамеха это луч сконцентрированной энергии которая появляется от соприкосновения двух рук обычно пользователи произносят слова <Ка-ме-ха-ме-ха>.

### Dragon Ball Z

#### Кайокэн
Техника, которая умножает ки пользователя — таким образом происходит увеличение его силы и скорости, что дает возможность причинить серьезный ущерб противникам, которые значительно более сильны, чем пользователь. Однако обратная сторона Кайокэна — то, что он тяжел для контроля и сильно напрягает тело, делая пользователя техники более уязвимым для вражеских атак. Чем выше множитель Кайокэна, тем быстрее и сильнее становиться пользователь, но при этом ещё сильнее изнуряет своё тело. Во время использования Кайокэна, цвет ауры становиться тёмно-красным. Данную трансформацию Гоку освоил на тренировках у Северного Кайо. Впервые Гоку
применил Кайокэн в бою против Веджеты.

#### Мнимый Супер Сайян
Это превращение Сон Гоку использовал в 4-м фильме (Драгон Болл Зет: Супер Сайян Сон Гоку). Отличие от настоящего Супер Сайяна в том, что его волосы не становятся золотыми, а лишь меняется цвет ки. Эта трансформация схожа с техникой Кайокэн, но только жёлтого цвета. Данная форма не появляется в манге.

#### Супер Сайян
Легендарное превращение. Оно долго описывалось Веджетой, но он точно не знал, как выглядит Супер Сайянин, считая, что он им и является. Гоку впервые превратился, когда Фриза убил Курилина у него на глазах и смертельно ранил Пикколо. После превращения стал явным факт, что техника обладает куда большей мощью чем Кайокэн, но при этом она давала совсем незначительную нагрузку на тело по сравнению с тем же Кайокэном. Получив невообразимую силу, он смог одолеть Фризу, а его боевая сила перешла отметку в 150,000,000. Супер Сайанином может стать только сайянин родившийся с таким даром. Когда воин достигнет достаточной силы, а его гнев будет на пределе, трансформация будет пробуждена.
После, он использовал превращение на Земле при битве с Будущим Транксом и Андроидом 19. Однако, после болезни сердца он решил, что этого не достаточно, чтобы победить Совершенного Селла, и, вместе с Гоханом, отправился тренироваться в Комнату Духа и Времени.

#### Супер Сайян 2-я Стадия
Так же как Транкс и Веджета, Гоку может использовать эту форму. Однако, при тренировке он понял, что скорости этой формы недостаточно для того, чтобы противостоять Селлу. Данная форма больше никогда не использовалась.это форма использовалась в драгонболл супер.

#### Супер Сайян 3-я Стадия
Эта форма также была испробована Гоку, а также Транксом. Полученная сила превосходила силу Селла, однако значительно замедляла движения. Она также была отброшена Гоку.Также при этой форме очень сильно увеличивалась мышечная масса.

#### Супер Сайян Полная Сила
Это полное освоение потенциала Супер Сайяна, выражавшегося в стадиях. Пользователи оставались непрерывно в состоянии Супер Сайяна и, привыкая, уменьшили нагрузку на тело и увеличили силу. Гоку также использовал это превращение в Драгон Болл БП.

#### Супер Сайян 2
Гоку овладел этой трансформацией в Ином Мире, в процессе семилетних тренировок, после того как увидел Гохана в этой форме. Веджета также овладел этой техникой. Гоку использовал эту форму в битве с Маджин Веджетой и Маджин Буу, но Гоку решил, что Маджин Буу должны победить живые люди, так как на тот момент он был мёртв и возвращён на землю на один день. Позже Гоку использовал эту форму в Драгон Болл БП, при битве с Генералом Рилдо и другими.

#### Супер Сайян 3

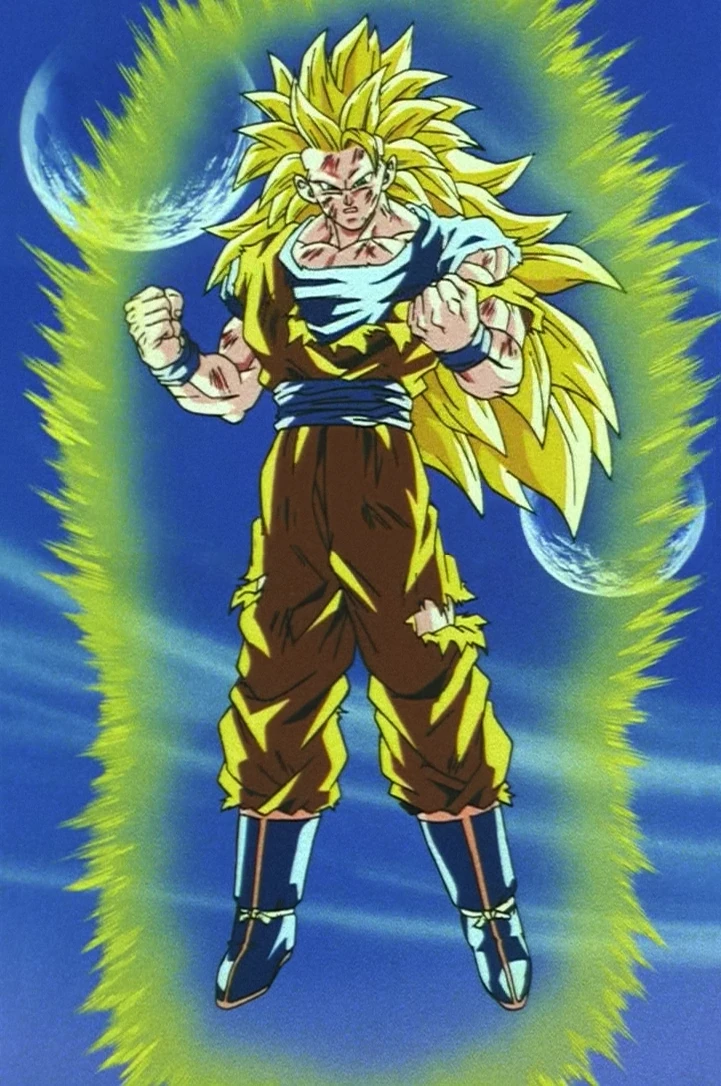
Гоку в форме Супер Сайяна 3

Финальная форма Гоку в манге дающая колоссальную силу, позволяющая легко сражаться на равных с Маджином Буу, но при этом несмотря на всю силу формы, затраты энергии на ее поддержание так же достаточно высоки. Поэтому Гоку не мог её долго использовать когда был мертв, так как энергия, которая была дана ему на один день жизни, после превращения, сократилась до нескольких минут.
Это превращение смог освоить и Готэнкс. В отличие от 1-го и 2-го превращения, это можно легко различить по отросшим золотым густым волосам и отсутствием бровей. Первый раз была использована против Маджина Буу, а позже и в Драгон Болл БП.

### Dragon Ball GT

#### Золотой Оозару
Для достижения формы Супер Сайяна 4, Гоку должен превратиться в Золотого Оозару. Для этого, после мучительных «вытягиваний» его хвоста, он смог превратиться в смесь Оозару и Супер Сайяна. Однако Гоку не мог себя контролировать и нападал и на чужих, и на своих. В итоге, после того как Гоку в этой форме увидел свою плачущую внучку Пан, пытающуюся его успокоить, он смог вернуть себе разум и превратился в Супер Сайяна 4.

#### Супер Сайян 4
Аниме форма Гоку в отличие от предыдущих, волосы остаются чёрными, но становятся длиннее, чем обычно. Всё тело, кроме груди и пресса, покрывается красной шерстью. Пользователь становится выше ростом и обретает большую мышечную массу. Для этого превращения обязателен хвост. Он использовал это превращение, чтобы победить Бейби в теле Веджиты, а позже Супер Андроида 17, и Шенронов. При превращении, сила этой формы отменяла желание исполненное Совершенным Драгон Боллами, использованными на Гоку.

### Dragon Ball Super

#### Супер Сайян Бог
Эта форма впервые появилась в 14-м фильме по сериалу «Зет» (Драгон Болл Зет: Бог и Бог), а также в сериале «Драгон Болл Супер».
Когда Бог разрушения Бирус прибыл на планету Северного Кайо, чтобы выяснить что-нибудь о Супер Сайяне Боге, Гоку попросил его о небольшом спарринге, где Бирус за 2 простых щелчка отправил Супер Сайяна 3 в нокаут и при этом не получил ни царапины. Позже (уже на Земле), с помощью Шенрона, Гоку узнал что Супер Сайян Бог — обычный сайян, в которого 5 других сайянов с чистыми сердцами влили свою энергию. Благодаря родным и друзьям (включая ещё не рождённую на тот момент Пан) Гоку удалась данная трансформация и он смог сравниться по силе с Бирусом. Позже Гоку мог трансформироваться без помощи других сайянов, в любой момент.

#### Супер Сайян Голубой (Блю(blue))
Эта форма впервые появилась в 15-м фильме по сериалу «Зет» (Драгон Болл Зет: Воскрешение «Ф»).
Гоку превращается в Голубого перед Золотым Фризой и начинает бой с ним.
Этой формой также овладел и Веджета. Форма представляет собой Супер Сайяна Бога, который при тех же условиях, что и обычный Супер Сайян, раскрыл собственный потенциал(супер сайян сайяна получившего силу супер сайян бога). Представляет собой обычного Супер Сайяна с голубыми волосами, бровями и глазами.
Увеличивает силу во множество раз. Эта форма, в отличие от Супер Сайяна Бога, не требует 5 сайянов для превращения.

#### Супер Сайян Голубой + Кайокен x20
Впервые данный режим был продемонстрирован Гоку во время Турнира боевых искусств между 6-й и 7-й вселенной в бою против Хита. Она представляет собой трансформацию Супер Сайян Голубого, усиленного техникой Кайокэн. Когда Гоку понял, что ему не одолеть Хита доступными ему техниками, он решил пойти на риск и применить данную трансформацию, что бы получить преимущество над оппонентом. Поскольку трансформация в Супер Сайяна Голубого отнимает много энергии, усиленная Кайокэном, она нагрузила тело Гоку до предела. По словам Гоку, риск был настолько велик, что шансы освоить данную трансформацию был 1 к 10, иначе его бы постигла смерть.

#### Ультра Инстинкт (Секрет Эгоизма)
Впервые была показана на турнире силы в Dragon Ball Super. Сильнейшая форма в этом Аниме. Для того, чтобы войти в режим, нужно выпустить всю свою ки и забрать её обратно. Принцип её заключается в том, что каждая часть тела принимает решение о действии независимо от мозга, что, по задумке, должно помогать избегать любой опасности. Данное явление описывается Висом: «Состояние глубже, чем инстинкты». При применении ультра инстинкта — меняется ки и внешность, окрашивая глаза в серебряный цвет, а при полном освоении изменяется цвет волос в тот же цвет. Применение освоенной техники существом может оказывать на его тело нагрузку, проявляющую себя болезненными реакциями, что осложняет применение техники дольше определённого времени. По словам Виса, в этом режиме Гоку был если не сильнее, то равен богам разрушения. 
Гоку осваивает эту технику в течение Турнира Силы, впервые используя её между 11 и 15 минутами и полностью осваивая примерно на 2-ух предпоследних. Техника несколько раз применяется Гоку и отменяется произвольно в течение матча, помогая сбросить лишь одного оппонента (технически - двух). Как заявил сам Гоку - технику он применял случайно, не понимая что он делает.

#### Совершенный Ультра Инстинкт
Чрезвычайно мощная божественная трансформация, которая использует всю мощь Автономного Ультра Инстинкта. В аниме, когда Гоку впервые принимает форму Совершенного Ультра Инстинкта, он покрыт ярко-белым блеском, в то время как его волосы окрашены в серебристый цвет. В  этом состоянии сила Гоку становится намного выше той, что была ранее, позволяя ему занимать одно из самых могущественных мест в мультивселенной. Также утверждается, что он превосходит силой Богов разрушения. Впервые эта форма была показана в финале арки Турнира силы, когда Гоку вёл бой против Джирена. Отмечается, что форма обладает божественным статусом и способностью обладать божественной ки. Несмотря на невероятные способности формы, использовать её должным образом непросто. Недостатком этой формы является то, что она требует большой выносливости, что делает каждое упражнение очень напряженным; хотя Вис и Бельмод отмечают, что эту проблему можно преодолеть при надлежащем обучении, что делает её непрактичной для пользователей после её получения. Более того, Гоку, по-видимому, приобрел Совершенный Ультра Инстинкт чисто случайно, поскольку в следующий раз, когда он обсуждал это с Веджетой, Гоку ответил, что он не может использовать его силу по своему желанию, что означает, что форма может появиться, только если Гоку находится в крайней опасности.

#### Истинный Ультра Инстинкт
Эмоционально управляемая версия Ультра Инстинкта, а также его улучшенная версия, уникальная для Гоку. Несмотря на то, что Совершенный Ультра Инстинкт обладает невероятной силой, его потребность в спокойной и безэмоциональной битве, похоже, проистекает непосредственно из природы Ангелов, которые еще более отчуждены от вещей, которые обычно беспокоили бы даже Гоку, таких как угроза уничтожения любимого человека или планеты. Таким образом, Гоку оказался гораздо менее совместим с формой из-за его стремления к битве в стиле Сайян, а также из-за его внутреннего эмоционального конфликта с врагами, с которыми он столкнулся. Попытка подражать природе Ангелов ему не подошла, поэтому он решил еще больше использовать свою природу Сайяна. Хотя Ультра Инстинкт начально служил лишь предшественником Совершенной формы, его полезность как "низшей" стадии проявляется, если учесть, что он требует меньшей эмоциональной отстраненности, чем его превосходство. Таким образом, Гоку может гораздо безопаснее использовать свою природу сайяна в форме, продолжая бороться со своими предпочтениями с меньшим эмоциональным компромиссом - создавая свой "истинный" Ультра Инстинкт. Это позволяет ему сражаться еще более эффективно по сравнению с Совершенным Ультра Инстинктом. Эта форма представляет уникальный для Гоку стиль боя, полностью отличающийся от тех, что используются в других состояниях Ультра Инстинкта.
Во время боя Гоку с Гасом в саге о Выжившем Граноле он не смог победить Гаса после того, как инстинкты Хитера дали волю, даже после того, как он и Ультра Эго Веджета, вместе сражались против него. Гнев из-за того, как жестоко обошлись с Гранолой, продолжал отвлекать его внимание, снижая эффективность Совершенного Ультра Инстинкта до такой степени, что Веджета заметил и сказал Гоку, что его Ультра Инстинкт ничем не отличается, далее посоветовав ему разобраться в этом. Это привело к тому, что Гоку ненадолго задумался и принял форму Ультра Инстинкта, применив свою природу Сайяна в битве, чтобы использовать его на гораздо более высоком уровне, чем раньше. Это позволило ему сравняться с Гасом в силе и немного превзойти его, даже когда Гас пережил мощный удар Гранолы и продолжал сражаться с ним и Веджетой. Однако они были мгновенно нокаутированы Тёмным Фризой, а сила Фризы позволила ему обойти мгновенную защиту Ультра Инстинкта.
Хотя это состояние позволяет Гоку сражаться более эффективно и использовать Ультра Инстинкт на более высоком уровне, сам Гоку отметил, что ему все еще недолго осталось в этой форме. Это указывает на то, что даже с его новой четкостью и контролем эта форма всё ещё отнимает большое количество энергии и что он не сможет поддерживать ее слишком долго.

## Позиции в Гран-при журналаAnimage
- 1987 год: 17-е место в Гран-при журнала Animage в номинации на лучшего мужского персонажа[6]
- 1988 год: 15-е место в Гран-при журнала Animage в номинации на лучшего мужского персонажа[7]
- 1989 год: 2-е место в Гран-при журнала Animage в номинации на лучшего мужского персонажа[8]
- 1990 год: 4-е место в Гран-при журнала Animage в номинации на лучшего мужского персонажа[9]
- 1991 год: 3-е место в Гран-при журнала Animage в номинации на лучшего мужского персонажа[10]
- 1992 год: 4-е место в Гран-при журнала Animage в номинации на лучшего мужского персонажа[11]
- 1993 год: 12-е место в Гран-при журнала Animage в номинации на лучшего мужского персонажа[12]
- 1994 год: 11-е место в Гран-при журнала Animage в номинации на лучшего мужского персонажа[13]